# Чемпіонат Європи з боксу серед жінок 2007
VI Чемпіонат Європи з боксу серед жінок відбувся 15-20 жовтня 2007 року в Вайле, Данія. 129 бійців з 26 країн Європи змагалися в 13 вагових категоріях. Всього на турнірі було проведено 124 бої, з яких 28 (22,6 %) закінчилися достроковою перемогою одного з суперників. Перемогу в загальнокомандному заліку вшосте поспіль здобула Росія.
Найсуттєвіша перемога на турнірі
80 кг. 1/4 фіналу
Ірина Комар  21:4  Сілвія Кімла
Найрезультативніший бій турніру
46 кг. 1/4 фіналу
Софі Молхольт  21:10  Оксана Штакун
Найменш результативний бій турніру
66 кг. 1/2 фіналу
Ірина Потєєва  1:0  Марікелле де Йонг

## Учасники

Схематичне зображення країн - учасників чемпіонату і призерів

- Англія - 4
- Бельгія – 1
- Болгарія - 4
- Греція - 2
- Данія – 8
- Ізраїль - 1
- Ірландія - 1
- Іспанія - 3
- Італія - 1
- Литва - 1
- Нідерланди – 2
- Німеччина – 6
- Норвегія - 2
- Польща - 9
- Росія - 13
- Румунія - 10
- Туреччина - 11
- Уельс - 1
- Угорщина - 7
- Україна - 13
- Фінляндія - 4
- Франція – 8
- Хорватія – 5
- Чехія - 4
- Швейцарія - 1
- Швеція - 7

## Результати фіналів
| Вагова категорія | Переможець       | Рахунок | Переможений опонент |
| ---------------- | ---------------- | ------- | ------------------- |
| 46 кг            | Стелута Дута     | KO 1    | Севда Азенова       |
| 48 кг            | Моніка Чік       | +5:5    | Лідія Айон          |
| 50 кг            | Сумейра Кая      | 8:1     | Евеліна Пекальськая |
| 52 кг            | Вікторія Руденко | 17:8    | Шірпа Нільссон      |
| 54 кг            | Софія Очігава    | 9:7     | Нікола Адамз        |
| 57 кг            | Олена Горшкова   | 9:4     | Інгрід Егнер        |
| 60 кг            | Кеті Тейлор      | RSCO 2  | Сандра Брюггер      |
| 63 кг            | Люсі Бертод      | 10:4    | Клара Свенссон      |
| 66 кг            | Ірина Потєєва    | 12:1    | Олівія Лущак        |
| 70 кг            | Юлія Нємцова     | KO 3    | Люмініта Турчин     |
| 75 кг            | Анна Лорелл      | 13:3    | Марія Яворськая     |
| 80 кг            | Анна Гладкіх     | 13:7    | Ірина Комар         |
| +80 кг           | Олена Суркова    | 8:4     | Марія Ковач         |

## Медалісти
| Категорія: | Золото:          | Срібло:             | Бронза:                             |
| до 46 кг   | Стелута Дута     | Севда Азенова       | Світлана Гнєванова Софі Молхольт    |
| до 48 кг   | Моніка Чік       | Лідія Айон          | Деря Актоп Сара Орамон              |
| до 50 кг   | Сумейра Кая      | Евеліна Пекальськая | Діана Тімофте Вірджін Неф           |
| до 52 кг   | Вікторія Руденко | Шірпа Нільссон      | Андреа Хею Вікторія Усаченко        |
| до 54 кг   | Софія Очігава    | Нікола Адамз        | Кароліна Міхальчук Людмила Грицай   |
| до 57 кг   | Олена Горшкова   | Інгрід Егнер        | Мален Нільсен Нагехан Гул           |
| до 60 кг   | Кеті Тейлор      | Сандра Брюггер      | Яна Зав'ялова Айзанат Гадзієва      |
| до 63 кг   | Люсі Бертод      | Клара Свенссон      | Гулнар Гольчик Івонн Расмуссен      |
| до 66 кг   | Ірина Потєєва    | Олівія Лущак        | Марікелле де Йонгр Чілла Чейтей     |
| до 70 кг   | Юлія Нємцова     | Люмініта Турчин     | Єва Гавенда Нурчан Чакчі            |
| до 75 кг   | Анна Лорелл      | Марія Яворськая     | Ольга Новікова Александра де Хуттен |
| до 80 кг   | Анна Гладкіх     | Ірина Комар         | Сельма Ягчі Каталіна Штанга         |
| +80 кг     | Олена Суркова    | Марія Ковач         | Адріана Хожу Діана Жургунова        |

## Медальний залік
| Медальний залік |            |        |        |        |       |
| Місце           | Держава    | Золото | Срібло | Бронза | Разом |
| 1               | Росія      | 6      | 1      | 3      | 10    |
| 2               | Румунія    | 1      | 2      | 4      | 7     |
| 3               | Швеція     | 1      | 2      | 0      | 3     |
| 4               | Україна    | 1      | 1      | 4      | 6     |
| 5               | Угорщина   | 1      | 1      | 1      | 3     |
| 6               | Туреччина  | 1      | 0      | 5      | 6     |
| 7               | Франція    | 1      | 0      | 3      | 4     |
| 8               | Ірландія   | 1      | 0      | 0      | 1     |
| 9               | Польща     | 0      | 2      | 2      | 4     |
| 10              | Англія     | 0      | 1      | 0      | 1     |
|                 | Болгарія   | 0      | 1      | 0      | 1     |
|                 | Норвегія   | 0      | 1      | 0      | 1     |
|                 | Швейцарія  | 0      | 1      | 0      | 1     |
| 14              | Данія      | 0      | 0      | 3      | 3     |
| 15              | Нідерланди | 0      | 0      | 1      | 1     |

## Збірна України та її результати
Україна була представлена у всіх вагових категоріях і була однією з двох найбільших команд турніру. Всього команда здобула 6 медалей, з яких : 1 - золота, 1 - срібна і 4 - бронзові.
- 46 кг : Оксана Штакун

1/4 фіналу: Софі Молхольт  21:10  Оксана Штакун
- 48 кг : Ольга Милосердна

1/4 фіналу: Лідія Айон  RSC 1  Ольга Милосердна
- 50 кг : Тетяна Коб

1/4 фіналу: Діана Тімофте  5:4  Тетяна Коб
- 52 кг : Вікторія Руденко, золото

1/8 фіналу: Вікторія Руденко  17:4  Мілена Колєва
1/4 фіналу: Вікторія Руденко  10:5  Саліха Охен
1/2 фіналу: Вікторія Руденко  8:5  Вікторія Усаченко
фінал     : Вікторія Руденко  17:8  Шірпа Нільссон
- 54 кг : Людмила Грицай, бронза

1/8 фіналу: Людмила Грицай  8:2  Сабріє Сенгул
1/4 фіналу: Людмила Грицай  13:4  Пінар Їлмаз
1/2 фіналу: Нікола Адамз  7:6  Людмила Грицай
- 57 кг : Олександра Сидоренко

1/16 фіналу: Олександра Сидоренко  10:4  Татьяна Обрадовіч
1/8 фіналу: Інгрід Егнер  16:7  Олександра Сидоренко
- 60 кг : Яна Зав'ялова, бронза

1/8 фіналу: Яна Зав’ялова  10:6  Гулсум Татар
1/4 фіналу: Яна Зав'ялова  20:6  Наталі Каліновскі
1/2 фіналу: Кеті Тейлор  11:4  Яна Зав'ялова
- 63 кг : Анастасія Залевськая

1/8 фіналу: Івонн Расмессен  11:9  Анастасія Залевськая
- 66 кг : Леся Козлан

1/8 фіналу: Марікелле де Йонг  9:2  Леся Козлан
- 70 кг : Ліля Дурнєва

1/4 фіналу: Юлія Нємцова  6:2  Лілія Дурнєва
- 75 кг: Ольга Новікова, бронза

1/2 фіналу: Анна Лорелл  20:6  Ольга Новікова
- 80 кг: Ірина Комар, срібло

1/4 фіналу: Ірина Комар  21:4  Сілвія Кімла
1/2 фіналу: Ірина Комар  16:6  Каталіна Штанга
фінал: Анна Гладкіх  13:7  Ірина Комар
- +80 кг: Дінара Жургунова, бронза

1/4 фіналу: Дінара Жургунова  10:7  Кароліна Багновська
1/2 фіналу: Олена Суркова  AB 1  Дінара Жургунова
Примітки: RSC - рефері зупинив змагання